# Anonychomyrma
Anonychomyrma es un género de hormigas perteneciente a la subfamilia Dolichoderinae. Se distribuyen por Australasia, la Wallacea y Sondalandia.

## Especies
Se reconocen las siguientes:
- Anonychomyrma anguliceps (Forel, 1901)
- Anonychomyrma angusta (Stitz, 1911)
- Anonychomyrma arcadia(Forel, 1915)
- Anonychomyrma biconvexa (Santschi, 1928)
- Anonychomyrma constricta (Mayr, 1868)
- Anonychomyrma dimorpha (Viehmeyer, 1912)
- Anonychomyrma fornicata (Emery, 1914)
- Anonychomyrma froggatti (Forel, 1902)
- Anonychomyrma gilberti (Forel, 1902)
- Anonychomyrma glabrata (Smith, 1857)
- Anonychomyrma incisa (Stitz, 1932)
- Anonychomyrma itinerans (Lowne, 1865)
- Anonychomyrma longicapitata (Donisthorpe, 1947)
- Anonychomyrma longiceps (Forel, 1907)
- Anonychomyrma malandana (Forel, 1915)
- Anonychomyrma minuta (Donisthorpe, 1943)
- Anonychomyrma murina (Emery, 1911)
- Anonychomyrma myrmex (Donisthorpe, 1947)
- Anonychomyrma nitidiceps (Andre, 1896)
- Anonychomyrma polita (Stitz, 1912)
- Anonychomyrma procidua (Erichson, 1842)
- Anonychomyrma purpurescens (Lowne, 1865)
- Anonychomyrma samlandica (Wheeler, 1915)
- Anonychomyrma scrutator (Smith, 1859)
- Anonychomyrma sellata (Stitz, 1911)
- Anonychomyrma tigris (Stitz, 1912)